# Rattus omichlodes
Rattus omichlodes — один з видів гризунів роду пацюків (Rattus).

## Таксономічні примітки
Rattus omichlodes було розглянуто раніше як синонім R. richardsoni і R. niobe, і був сплутаний з R. arrogans, синонімом якого він може бути. Необхідні подальші таксономічні дослідження. 

## Поширення
Проживає в горах провінції Папуа, Індонезія між 2950 і 3950 м над рівнем моря. Проживає в альпійських чагарниках, дрібних болотах вище лінії дерев, і болотистих альпійських пустищах. 

## Загрози та охорона
Здається, немає серйозних загроз для цього виду. Живе в Національному Парку Лоренца. 